# Play Dead (groupe)
Pour les articles homonymes, voir Play Dead.
Play Dead est un groupe de rock gothique britannique, originaire d'Oxford, en Angleterre. Il se développe sur la scène punk dès 1980. Il peut être défini comme du « dark punk » de préférence au style gothique en pleine formation à cette époque.
Le groupe compte trois albums studio pour quatre différents labels Fresh Records, Jungle Records, Situation 2, et Clay Records, avant de créer leur propre label Tanz, pour leur dernier album Company of Justice, qui sort en 1985.

## Biographie
La formation initiale du groupe Play Dead se compose de Rob Hickson (chant), Pete Waddleton (basse), Mark « Wiff » Smith (batterie), Re-Vox (guitare). Play Dead fait partie, avec notamment Southern Death Cult et Sisters of Mercy, des groupes qui ont émergé dans le mouvement gothique underground, alors que la majeure partie des autres groupes avaient quitté la scène pour la gloire et la fortune. En juillet 1981, Re-Vox est remplacé par Steven Green. En 1984, Rob et Pete forment le projet Mankind's Audio Development, surnommé M.A.D. ; un seul single est enregistré avec deux chansons, Craving et Sunfeast. Waddleton quitte le groupe en 1986.
Courant 1986, les membres restants de Play Dead, Rob Hickson, Steve Green, Mark « Wiff » Smith rejoignent Bob Brimson et Julian Silvester et forment brièvement un groupe du nom de The Beastmaster Generals. Le groupe écrit quelques chansons et enregistra quelques démos mais rien n'est officiellement réalisé et le nouveau groupe est rapidement dissous par le manque d'intérêt des membres eux-mêmes. Des morceaux peuvent être disponibles dans des bootlegs. 
En 1998 sort la compilation Gothic Rock 3 - "Black on Black" sur laquelle Play Dead participe avec le morceau The Tenant.

## Discographie
- 1981 : Poison Takes a Hold/Introduction
- 1981 : T.V. Eye/Final Epitaph
- 1982 : Metallic Smile/Pray to Mecca/Propaganda/ Effigy (Peel Session)
- 1983 : The First Flower
- 1983 : Shine / Gaze
- 1983 : Total Decline/The Tenant/Gaze (Peel Session)
- 1983 : Peel Sessions
- 1983 : The Whip Compilation
- 1984 : Break/Return to the East/No Motive (Peel Session)
- 1984 : From the Promised Land
- 1985 : Company of Justice
- 1985 : Into the Fire Live
- 1985 : The Final Epitaph Live
- 1985 : The Singles 1982 ~ 85
- 1986 : In the Beginning - The 1981 Singles
- 1986 : Caught from Behind: Live in England, France, Germany, and Switzerland
- 1992 : Resurrection
- 1992 : Gothic Rock Volume 1
- 1995 : Gothic Rock Volume 2: 80's Into 90's

### Bootlegs
- 1983 : May 12, 1983 Leeds Warehouse
- 1983 : Live in Norwich, Ska Ballroom - May 13, 1983
- 1983 : Live - July 28, 1983 Hull, Dingwalls / Live October 13, 1983 Hammersmith, Klub Foot
- 1984 : Live in France at Forum Des Halles - July 1, 1984
- 1984 : Oct 7th, Kolingsborg, Stockholm, Sweden
- 1984 : Live in Norrkoping Sweden - October 10, 1984
- 1985 : Dec 18th 1985, Tufnel Park, Penthouse, London
- 2003 : The Final Pieces